# Stromboli
Stromboli je otok v Tirenskem morju, ki leži ob severni obali Sicilije in vključuje goro Stromboli z enim od treh aktivnih ognjenikov v Italiji. Je eden od osmih Eolskih otokov, ki so vulkanski lok severno od Sicilije. Strabon piše, da so ljudje verjeli, da je na tem otoku živel Eol.
Površina otoka je 13 km2. Gre za zgornjo tretjino ognjenika, ki je nad morsko gladino in tvori otok. Na otoku je živelo leta 2016 približno 500 prebivalcev. Ognjenik je večkrat izbruhnil in je ves čas aktiven z manjšimi izbruhi, ki so pogosto vidni z več točk na otoku in iz okoliškega morja, zaradi česar otok ima vzdevek »Sredozemski svetilnik«.

## Etimologija
Ime Stromboli izhaja iz starogrškega imena Strongýlē (Στρογγύλη), ki je bilo izpeljano iz στρογγύλος (strongýlos 'krog'), po okroglem, stožčastem videzu vulkana, gledano od daleč.

## Višina in oblika
Stromboli je otok v Tirenskem morju, ki leži ob severni obali Sicilije in vključuje goro Stromboli z enim od treh aktivnih ognjenikov v Italiji. Je eden od osmih Eolskih otokov, ki predstavljajo vulkanski lok severno od Sicilije.
Stromboli stoji 926 m nad morsko gladino in več kot 2700 m v povprečju nad morskim dnom.
Na vrhu so trije aktivni kraterji. Pomembna geološka značilnost vulkana je Sciara del Fuoco ('ognjeni tok'), velika depresija v obliki podkve, ki jo je v zadnjih 13.000 letih ustvarilo več propadov na severozahodni strani stožca. Približno dva kilometra severovzhodno leži Strombolicchio, vulkanski vtič, ki predstavlja ostanek prvotnega ognjenika.

## Ognjenik
Gora Stromboli je v zadnjih 2000 do 5000 letih skoraj neprekinjeno bruhala. Zadnji večji izbruh se je zgodil leta 1921. Ohrani se vzorec izbruha, pri katerem pride do eksplozij na kraterjih na vrhu, z blagimi do zmernimi izbruhi žarilnih vulkanskih bomb, ki so tip tefre, v intervalih od nekaj minut do več ur. Ta vzorec je znan kot strombolski tip erupcije in ga opažamo tudi pri drugih vulkanih po vsem svetu.
Izbruhi kraterjev na vrhu običajno povzročijo nekaj kratkih, blagih, a energičnih izbruhov, visokih do nekaj sto metrov, ki vsebujejo pepel, žarljive drobce lave in kamnite bloke. Strombolijeva dejavnost je skoraj izključno eksplozivna, vendar se tokovi lave pojavljajo v času, ko je vulkanska aktivnost velika: izliv je izbruhnil leta 2002 in je bil prvi v 17 letih, potem pa se je ponovil v letih 2003, 2007 ter med letoma 2013 in 2014. Emisije vulkanskih plinov iz tega ognjenika se merijo z večkomponentnim sistemom analizatorja plina, ki zazna prederupcijsko razplinjevanje naraščajoče magme in izboljša napovedovanje vulkanske aktivnosti.
3. julija 2019 sta se okoli 16.46 po lokalnem času zgodila dva večja eksplozivna dogodka, skupaj z 20 dodatnimi manjšimi eksplozivnimi dogodki, ki jih je ugotovil italijanski Nacionalni inštitut za geofiziko in vulkanologijo. Pohodnik v bližini vrha ognjenika je umrl, potem ko so ga ob izbruhu udarili leteči odpadki. Poleg tega je šest oseb zaradi izbruha utrpelo lažje poškodbe.
28. avgusta 2019 ob 10.16 po lokalnem času je eksplozivni izbruh po severnem boku ognjenika v morje poslal piroklastični tok. Ta se je v morju nadaljeval še nekaj sto metrov, preden se je zrušil. Nastali ognjeniški oblak je dosegel višino 2000 metrov.

## Naselja
Na otoku sta vasi San Bartolo in San Vincenzo, ki ležita na severovzhodu, medtem ko se manjša vas Ginostra nahaja na jugozahodu.
V zgodnjem 20. stoletju je otok naselilo nekaj tisoč ljudi. Po več valovih izseljevanja je bilo od sredine petdesetih let tega stoletja prebivalcev nekaj sto.
Na tem in drugih Eolskih otokih se poleg italijanščine običajno govori tudi sicilijansko narečje.

## V popularni kulturi
- V Potovanju v središče Zemlje (1864) Julesa Verna je zaključek romana postavljen na Stromboli.
- V Knjigi mrtvih (30. maja 2006) Douglasa Prestona in Lincolna Childa ima antagonist Diogenes Pendergast svojo skrivno vilo na Stromboliju.
- Avtor JRR Tolkien je po mnenju Clydea S. Kilbyja svoj izmišljeni vulkan Mount Doom v Mordorju identificiral z vulkanom Stromboli.[20]
- Stromboli (1950), znan tudi kot Stromboli, Božja dežela, je italijansko-ameriški film o Stromboliju, ki ga je režiral Roberto Rossellini, z Ingrid Bergman v glavni vlogi.

## Poglej tudi
- Seznam italijanskih otokov